# 28868 Rianchandra
28868 Rianchandra este un asteroid din centura principală de asteroizi.

## Descriere
28868 Rianchandra este un asteroid din centura principală de asteroizi. A fost descoperit pe 7 mai 2000 la Socorro, New Mexico, în cadrul proiectului LINEAR. Asteroidul prezintă o orbită caracterizată de o semiaxă mare de 2,71 ua, o excentricitate de 0,09 și o înclinație de 4,0° în raport cu ecliptica.